# FACT
FACT（ファクト）は、日本のロックバンド。1999年結成、2015年解散。2024年再結成。
本項では同バンドの別名義・サブプロジェクトのco3についても記述する。

## 概要
メタル、メロディック・ハードコア、エモ、パンクなどのジャンルを融合させたサウンドが特徴。1999年結成以降、国内のさまざまな世代・ジャンルのアーティストと共演しながら頭角を現し、前述のストラングアウトのオープニングアクトはじめ多くの海外アーティストと共演。
メンバーが全員ボーカルを担当する上、曲の流れも切り替わりが多く繰り返しが少ない変則的なもので知られる。近隣バンドに比べ、ギター・ドラムなどにおいてスラッシュメタルなど1980 - 1990年代のエクストリーム・メタルの要素をより大胆に取り入れた21世紀版のクロスオーバーともいえる基本路線に加え、ダンスやエレクトロニカなども取り入れ、多彩な音楽性を発揮している。
結成10周年となった2009年、海外デビュー&国内メジャー・デビュー作となるアルバム『FACT』を発表。4月15日に米インディーズレーベルのヴェイグラント・レコードより海外先行リリースされ、一週間後の4月22日に日本でもエイベックス傘下のレーベル「maximum10」からリリースされた。同アルバムは日本国内で現在までに輸入盤も併せて5万枚を超えるセールスを記録している。
作詞はHiroとTomohiroがメインで行っている。また、インディーズ時代はMV等で素顔を公開していたが、メジャー・デビュー以降は公式に素顔を見せず、能面を被るなどして隠していた。2014年時点では、再び素顔で活動している。
2009年世界デビューに伴った北米ツアー中、移動中にメンバーが交通事故に遭った。この事故でEijiが左腕を骨折し、現地で手術を行うことになったため、予定されていたカナダツアーは全てキャンセルとなる事態に追い込まれた。バンドは同年後半に改めて北米をツアーを行なっている。
Eiji復帰後最初のライヴは同年8月に行われたイギリスのSonisphere Festival。イギリスでのアルバムリリースが直後に控えており、当初はサブステージでの演奏を予定していたが、メインステージのバンド・コヒード・アンド・カンブリアの到着が遅れ、出演時間に間に合わないという緊急事態に巻き込まれ、急遽入れ替えでメインステージに立つという予想だにしない形での出演を果たすことになった。コヒード・アンド・カンブリアの登場を待ち侘びていたオーディエンスは最初非常に厳しい反応であったが、セットリスト中盤以降にバンドは一定の支持を勝ち獲った。その数日後にSUMMER SONICでメジャー移籍後初の国内ライヴを行い、オープニングアクトとして過去最高の動員記録を樹立した。
2010年1月13日にはメジャー契約後2枚目となるフルアルバム「In the blink of an eye」をリリース。オリコンチャートではアルバム週間ランキング初登場6位。初動18位だった前作をさらに上回るアクションを記録した。同アルバムはイギリスでもハッスル・レコードから同年5月24日にリリースされている。
アルバムの発売に合わせて2月に行われた初の国内ツアーは全公演とも即完売となった。4月にパンクスプリングに出演、5月から6月にかけてはイギリスでアルバムのプロモーションツアーを敢行。下半期は前年に続きSUMMER SONICに出演、秋に全国22箇所を回るツアーも発表になっている。
2011年3月、ミニアルバム「Eat Your Words」をリリース。CD+DVDの2枚組で、DVDは、2010年2月8日にFACT JAPAN TOUR'10の公演としてShibuya O-EASTで行われたライブの模様を収録している。また、同年から欧米におけるレコードレーベルがオーガスト・バーンズ・レッドなどが在籍するGood Fight Entertainmentとなった。
2012年、新たにイギリス人ギタリスト、Adamの加入を発表。当初は名前が明かされていなかった。これによりバンドはトリプルギター・ツインボーカルの6人体制となった。1月にはアルバム「burundanga」がリリース。なおこのアルバムのレコーディングにおいて、正式メンバーとしてAdamは参加しておらず、13年間続いてきた5人体制による最後のアルバムとなった。
2014年3月にギタリストのAdamが加入して初となるアルバム「WITNESS」をリリース。11月29日、結成15周年記念イベント「Rock-O-Rama」を幕張メッセで開催。
2015年4月、年内をもって解散することを発表した。同時に9月から最初で最後となるバンド初のワンマンツアー「FACT "KTHEAT" JAPAN TOUR 2015」の開催を発表。
2015年11月20日、渋谷TSUTAYA O-EAST、渋谷duo MUSIC EXCHANGE、渋谷clubasiaにて行われた都市型サーキットフェス「ROCK-O-RAMA 2015」を開催。このラストライブを以て解散。
解散後は2016年に、Adam、Tomohiro、Eijiの3名が元The Amity AfflictionのImranと「Joy Opposites」（ジョイ・オポジッツ）を結成し、Hiro、Kazuki、Takahiroの3名で「SHADOWS」を結成。
2024年12月8日、幕張メッセで開催のJMS主催ライブイベント「REDLINE ALL THE FINAL」にて解散から9年を経て復活。同ステージにて、ライブツアー「FACT IS LIFE TOUR 2025」を開催することを発表した。
2025年 3月14日19時、FACT SNS各種公式アカウントにて、10月5日に幕張メッセで自主企画「ROCK-O-RAMA」を「ROCK-O-RAMA-THE END」と題し2015年の解散ライブ以来、約10年振りに開催する事を発表。このライブを持って「本当の解散」とし、正真正銘のラストライブとなる。

### co3
co3とはFACTの別名義で、ドラムンベースやダブを基調とした電子音楽を展開する。
2012年現在でco3名義でのアルバム「co3」が発売されている。

## メンバー
- Hiro/小野瀬広宣（ボーカル）[2002 - ] 誕生日・3月12日

ハイトーンなクリーンボイスが特徴。
以前はギターも担当し、バンドはトリプルギター体制だった。
メンバーのTakahiroは兄。
影響を受けたバンドはインキュバス、グリーン・デイなど。ザ・ブラック・ダリア・マーダーなどのメタルも聴く。
- Kazuki/櫻井一樹（ギター・ボーカル）[1999 - ]

主にデスボイス・シャウトを担当。
ギターはシェクター社のものを使用し、同社からシグネチャーモデルも受注生産にて発売されている。
- Takahiro/小野瀬孝弘（ギター・ボーカル）[1999 - ]

Kazukiと同じくデスボイス・シャウトが主な担当。
ギターはシェクター社のもので、Takahiroのシグネチャーモデルが受注生産品として発売されている。
リードボーカルのHiroとは兄弟関係にある。
影響を受けたアーティストはブライアン・セッツァー、アンスラックスなど。ミュニシパル・ウェイスト、アニマルズ・アズ・リーダーズなども好んで聴く。
- Tomohiro/高安朝浩（ベース・ボーカル）[1999 - ]

シャウトとクリーンが主な担当。
Hiroの加入前後はメインボーカルも担当していた。
ベースはシェクター社の4弦ベース。同社から受注生産品のシグネチャーモデルが発売されている。
メンバーの中で唯一ブログを運営しており、ツアーの舞台裏などを見ることができる。
- Eiji/松本英二（ドラムス・ボーカル）[???? - ] 加入時期不明

ドラムセットは以前EijiがPearlの社員だったこともあり、Pearlのセットを使用し、ペダルもPearlのデーモンドライブをウッドビーターに付け替えたものを使用。シンバルは基本的にセイビアン社のものを使用しているが、一部にマイネルのシンバルを用いることもある。
Pearlからシグネチャーモデルのスティックが発売されている。
画家の江川敏弘と交流があり、江川はバンドのTシャツやスクリム（垂れ幕）でアートワークや、Eijiのドラムセットのバスドラムのドラムヘッドのデザインも担当した。
影響を受けたバンドはセパルトゥラ、オリジン(Origin)、スレイヤー、ブルータル・トゥルースなど。
- Adam/アダム・グラハム（ギター・ボーカル）[2012 - ]

イギリス人。元Versus The Nightのギタリスト。
Adamが加入したことにより、トリプルギター及びツインボーカル体制が復活した。
- 中西高広（ドラムス）

FACT脱退後、UPPERやSTART OF THE DAYに在籍、現在KEEPS AWAKINGで活動中。

## ディスコグラフィー

### demo
1. 1stDEMO Can't Forgive/I do things my own way/That's a start（1999年）
2. 2ndDEMO A great past/KDDI/Last parson（2000年）
3. 3rdDEMO The Shine/Was/Keep/Existence （カセット版にはThe ShineとExistenceは未収録） （2002年）

### 配信音源
1. a fact of life / a fact of life (BOOM BOOM SATELLITES Remix)（2009年4月3日）
2. slip of the lip（2009年12月16日）
3. attack me if you dare / THE SHADOW OF ENVY/FACT(co3 RMX)（2011年3月9日）
4. disclosure（2014年1月29日）

### 未発表曲
walk（今はrise)
Spiral

## ミュージックビデオ
| 監督             | 曲名                                                                                             |
| KAZUYOSHI IIJIMA | 「RESIDENT IN MY ROOM」                                                                          |
| NINO             | 「behind a smile」「error」「slip of the lip」「the shadow of envy」                             |
| 二宮大輔         | 「a fact of life (BOOM BOOM SATELLITES Remix)」「rise (Steve Aoki Remix)」                       |
| maxilla          | 「pink rolex」                                                                                   |
| 武藤眞志         | 「a fact of life」                                                                               |
| 不明             | 「FOSS」「Start from here」「polyrhythm winter」「Disclosure」「miles away」「Reborn(enhanced)」 |

## 主なライブ（日本）

### 出演イベント
- 2009年08月07日・09日 - SUMMER SONIC 2009
- 2009年12月29日 - COUNTDOWN JAPAN 09/10
- 2010年02月07日 - NO MATTER LIVE 2010
- 2010年04月02日・03日・04日 - PUNKSPRING 2010
- 2010年06月16日 - TOTALFAT OVER DRIVE tour 2010
- 2010年06月24日 - Ken Yokoyama Four Tour
- 2010年08月07日・08日 - SUMMER SONIC 2010
- 2010年10月03日 - "DEAD AT BAY AREA" WEST BAY
- 2010年10月23日 - MADOllie2010
- 2010年12月28日 - COUNTDOWN JAPAN 10/11
- 2011年04月29日 - LIQUIDROOM presents "UNDER THE INFLUENCE"
- 2011年05月01日 - MADOllie2011
- 2011年05月03日 - JAPAN JAM 2011
- 2011年05月04日 - COMIN'KOBE11
- 2011年07月24日 - JOIN ALIVE 2011
- 2011年08月07日 - ROCK IN JAPAN FESTIVAL 2011
- 2011年08月13日・14日 - SUMMER SONIC 2011
- 2011年08月21日 - MONSTER baSH 2011
- 2011年08月22日 - 太陽と虎1周年記念興行「松原祭 約50乱発」 ～28発目～ -ライブの向こう側-
- 2011年09月10日 - TREASURE05X 2011 ～greatest pleasure～
- 2011年09月18日 - AIR JAM 2011
- 2011年11月14日・15日・17日・18日・21日・22日 - Ken Yokoyama presents "The Rags To Riches Tour IV"
- 2011年12月28日 - COUNTDOWN JAPAN 11/12
- 2012年09月29日・30日 - CAFFEINE BOMB TOUR 2012
- 2012年11月03日 - REDLINE TOUR 2012
- 2012年11月18日 - SKULLSHIT presents SKULLMANIA Vol.6
- 2012年12月03日 - HEY-SMITH Single Tour "Download Me If You Can"
- 2012年12月07日 - VOLCOM Entertainment LIVE
- 2012年12月08日 - KEN YOKOYAMA "Best Wishes Tour"
- 2012年12月14日 - T.C.L pre "FREAK OUT SHOW Vol.9"
- 2013年01月20日 - NO MATTER LIVE
- 2013年07月14日 - SiM EViLS TOUR 2013
- 2013年07月15日 - SUMMER CAMP 2013
- 2013年07月20日 - SUN BURST 2013
- 2013年08月29日 - 太陽と虎3周年記念興行「松原祭40連発くらい」23発目
- 2013年08月31日 - TWILIGHT RECORDS 10th Anniversary
- 2014年01月11日・13日・15日 - マキシマム ザ ホルモン"予襲復讐"ツアー
- 2014年02月02日・08日・11日・15日・16日・04月5日 - maximum10 tour
- 2014年06月07日 - SATANIC CARNIVAL'14
- 2014年08月17日 - SUMMER SONIC 2014
- 2014年09月06日 - TREASURE05X 2014 ～galaxy of liberty～
- 2014年09月14日 - OSAKA HAZIKETEMAZARE FESTIVAL 2014
- 2014年09月20日 - GUNMA ROCK FESTIVAL 2014
- 2014年09月27日 - coldrain UNTIL THE END SHORT TOUR 2014
- 2014年10月06日 - NOISEMAKER MAZE TOUR 2014
- 2014年10月20日・21日 - キュウソネコカミ 試練のTAIMANツアー～地方巡業編～
- 2014年10月23日 - SiM "i AGAINST i" TOUR 2014
- 2014年10月25日 - dustbox 15th Anniversary Chaotic Week Tour 2014
- 2014年10月28日 - REDLINE ZEPP TOUR 2014
- 2015年03月02日・04日・06日・08日・09日・11日・20日・21日・23日 - MONSTER ENERGY OUTBURN TOUR 2015
- 2015年04月24日 - BLARE DOWN BARRIERS 2015
- 2015年05月04日 - JAPAN JAM BEACH 2015
- 2015年05月06日 - BOOM BOOM SATELLITES「FRONT CHAPTER Vol.4」
- 2015年05月09日 - MADOllie2015 spring
- 2015年05月25日 - NOISEMAKER "NEO TOUR 2015 Plus"
- 2015年06月20日 - SATANIC CARNIVAL'15
- 2015年06月22日 - COUNTRY YARD「Bows And Arrows TOUR」
- 2015年06月28日 - 新潟 NAMBA69主催 THROUGH THE NIGHT  w/FACT,BRAHMAN
- 2015年07月21日 - THE WILD ONE
- 2015年07月25日 - OGA NAMAHAGE ROCK FESTIVAL VOL.6
- 2015年08月02日 - ROCK IN JAPAN FESTIVAL 2015[13]
- 2015年08月15日・16日 - SUMMER SONIC 2015
- 2015年08月28日 - REDLINE TOUR 2015×SUPPY WORLD TOUR EXTRA SHOW
- 2015年09月12日 - AOMORI ROCK FESTIVAL '15 ～夏の魔物～
- 2015年11月16日 - Deviluse EXCLAIM episode1